# Fabio Genovesi
Fabio Genovesi, né en 1974 à Forte dei Marmi, est un écrivain, scénariste et traducteur italien.

## Biographie
Il publie des nouvelles, des romans, des biographies, des essais, des scénarios et des traductions d'auteurs américains.
Il collabore avec le Corriere della Sera, Glamour, La Repubblica et Vanity Fair.
Il travaille comme chroniqueur pour la Rai en 2019 lors du Tour d'Italie et du Tour de France.
Il remporte en 2015 la deuxième édition du Prix Strega Giovani avec le roman Chi manda le onde, en entrant dans les cinq finalistes du Prix Strega.
Il remporte en 2019 le prix Viareggio pour la fiction, ex aequo avec Giuseppe Lupo, pour son roman Il mare dove non si sficca.

## Œuvres

### Nouvelles
- Il bricco dei vermi e altri racconti, 2007

### Romans
- Versilia rock city, 2008
- Esche vive, 2011

- traduit en français sous le titre Appâts vivants par Dominique Vittoz, Éditions Fayard, 2012, 372 p.  (ISBN 978-2-213-66819-2)
- Chi manda le onde, 2015

- Prix Strega Giovani 2015
- traduit en français sous le titre D’où viennent les vagues par Nathalie Bauer, Paris, Éditions JC Lattès, coll. « Littérature étrangère », 2016, 471 p.  (ISBN 978-2-7096-5034-2)
- Il mare dove non si tocca, 2017

- prix Viareggio 2019
- traduit en français sous le titre Là où l'on n'a pas pied par Nathalie Bauer, Paris, Éditions JC Lattès, coll. « Littérature étrangère », 2019, 348 p.  (ISBN 978-2-7096-6188-1)
- Cadrò, sognando di volare, 2020
- Il calamaro gigante, Milano, Feltrinelli, 2021,  (ISBN 978-88-07-03442-8).
- Oro Puro, Milano, Mondadori, 2023,  (ISBN 978-88-04-77356-6)
- Mie magnifiche maestre, Milano, Mondadori, 2025

### Livre pour enfants
- Rolando del camposanto, 2019

### Essais
- Morte dei Marmi, 2012
- Tutti primi sul traguardo del mio cuore, 2013
- Il calamaro gigante, 2021, traduit par Mathilde Aronnax et publié en 2023 chez Istya et Cie sous le titre La véritable histoire du Kraken

### Anthologie
- Guida letteraria alla sopravvivenza in tempi di crisi, avec Stefano Amato (it) et Franz Krauspenhaar (it), 2009

### Biographie
- Prima o poi casco avec Katia Beni (it), 2008

### Source
- (it) Cet article est partiellement ou en totalité issu de l’article de Wikipédia en italien intitulé « Fabio Genovesi » (voir la liste des auteurs).